# 崔平仲
崔平仲（？—？），清河郡东武城县（今河北省衡水市故城县）人，刘宋东安郡太守崔道林第二子，刘宋、南齐、南梁官员。

## 生平
泰始三年（467年），刘宋绥远将军、魏郡太守房法寿攻克盘阳，向北魏将军慕容白曜投诚，慕容白曜派长孙观领兵抵达盘阳，城中人很害怕。当时刘宋给事中崔平仲想要回到江南，从历下前往围困盘阳的军队中，与十余名骑兵遥远的同房法寿对话，房灵宾秘密的派人将崔平仲捕获。当初房法寿攻克盘阳后，经常把房灵宾囚禁在偏屋，既然得到崔平仲，就招致房灵宾和崔平仲同处一室，送给酒食，叙述北魏军队天亮将要入城的意图。半夜，房法寿在北城用绳索将崔平仲和房灵宾等十余人吊出城外。崔平仲南逃后，他的妻子儿女在历城被北魏俘虏。太和年间，魏孝文帝元宏允许他们回到南方。
永明二年六月戊申（484年7月15日），南齐黄门侍郎崔平仲出任青州冀州二州刺史，崔平仲后在南齐出任度支尚书，在南梁担任光禄大夫，封新亭侯，死后谥号刚。

## 家庭

### 八世祖
- 崔霸，汉朝扶风郡太守[1]

### 父亲
- 崔道林，刘宋东安郡太守[1]

### 子女
- 崔神妃，嫁北魏镇军将军、兖州刺史、钜平景子羊祉[1]